# Соколине Око (Клінт Бартон)
Соколине Око (англ. Hawkeye, кириліз.: Гокай), він же Клінт Бартон (англ. Clint Barton) — вигаданий персонаж з коміксів американського видавництва Marvel Comics. Був створений Стеном Лі та Доном Хеком і вперше з'явився у 57-му випуску «Tales of Suspense», що вийшов у вересні 1964 року. Соколине Око вступив до складу Месників в 16-му випуску 1-го тому «Avengers», що вийшов у травні 1965 року, і залишається постійним членом команди дотепер. У кінематографічному всесвіті Marvel його роль виконує Джеремі Реннер.

## Назва
Оригінальна назва персонажа «Hawkeye», що дослівно на українську мову перекладається як «яструбине око». Проте враховуючи те, що в українській мові немає такого вислову, а найближчими до цього вислову по значенню в українській мові є вислови «орлиний зір» та «соколине око», то даний персонаж в українському перекладі фільмів і коміксів отримав ім'я «Соколине Око», що відображає суть цього супергероя, адже його суперсилою є надзвичайно точний зір.

## Біографія вигаданого персонажа
Клінт Бартон народився в Уейверлі, штат Айова. Осиротівши в ранньому віці, Клінт разом зі своїм братом Бернардом був відправлений до дитячого будинку, де провів шість років. Після нього він приєднався до групи бродячого цирку, де навчався у фехтувальника і працював у нього помічником. Фехтувальник разом з Трик шот взяли хлопчика в учні, щоб навчити його майстерності володіння луком. Побачивши одного разу костюм Залізної людини у дії, Бартон почав намагатися наслідувати його, надягаючи помітні костюми та використовуючи свої навички стрільби з лука для боротьби зі злочинністю. Однак, під час однієї з його перших місій, він був прийнятий поліцією за злодія, в результаті чого йому довелося битися зі справжнім Залізною людиною.
Після, Чорна вдова привернула його як свого напарника. У Бартона були з нею романтичні стосунки, але незабаром йому набридло бути злочинцем — Вдові потрібно було вкрасти частину розробок компанії Тоні Старка. Під час однієї із сутичок з Залізною людиною, Вдова була важко поранена, Бартон встиг її врятувати та доставити в лікарню, після чого вирішує залишити кар'єру злодія і почати боротися зі злочинцями. 
Одного разу Бартон рятує Едвіна Джарвіса і його мати від грабіжників, і в подяку за це він запрошує його відвідати Особняк Месників, щоб розглянути його кандидатуру в команду і дати йому можливість очистити своє ім'я. Він був прийнятий в команду Месників на чолі з Капітаном Америкою, і його кандидатуру підтримав Тоні Старк. Разом з ним до них приєдналися Віжен і Багряна Відьма. З останньою у Клінта Бартона почали зав'язуватися романтичні стосунки, що було сприйнято вороже її братом. Соколине Око був постійним членом Месників багато років, використовуючи як зброю лук і стріли з різними ефектами.

## Поза коміксами

### Мультсеріали
- Вперше поза коміксами Клінт з'являється в анімаційному шоу 1967 року «Супергерої Marvel». Персонажа озвучив Кріс Віггінс.
- Соколине Око з'явився у мультсеріалі «Залізна людина», де був озвучений Джоном Рейлі.
- Клінт Бартон мав появу в якості камео у мультсеріалі «Фантастична четвірка» 1994 року. Пізніше, Клінт як Голіаф був замічений в епізоді To Battle the Living Planet.
- Бартон є одним з головних героїв у «Месниках: Завжди разом». Його роль озвучив Тоні Деніелс.
- Адріан Пасдар озвучив Соколиного Ока у дитячому мультсеріалі «Загін супергероїв», що почався у 2009 році.
- Соколине Око — один з основних героїв мультсеріалу «Месники: Могутні герої Землі», озвучений Крісом Коксом.
- Клінт з'являвся у кількох епізодах комп'ютерного мультсеріалу «Залізна людина: Пригоди в броні», озвучений Ендрю Френсісом.
- Персонаж з'являвся у «Людині-павук: Щоденник супергероя». Спочатку в епізоді Hawkeye, а пізніше в різних кроссовер-епізодах — The Avenging Spider-Man (частини 1 та 2), S.H.I.E.L.D. Academy, Burrito Run, Nightmare on Christmas і Contest of Champions (частини 3, 4). Роль озвучив Трой Бекер.
- Бартон також є основним героєм мультсеріалу «Месники: Загальний збір!», озвучений Троєм Бекером.
- Ейджі Такемото озвучив Соколиного Ока в аніме-серіалі «Marvel Disk Wars: The Avengers».
- Джеремі Реннер озвучить свого персонажа у майбутньому мультсеріалі за мотивами кіновсесвіту Marvel «Що як...?».[1]

### Мультфільми
- За сюжетом мультфільму «Нові Месники: Герої завтрашнього дня» всіх Месників, в тому числі й Клінта вбиває Альтрон. Тому їхні діти продовжують їхню справу. У мультфільмі з'являється син Соколиного Ока та Пересмішниці, на ім'я Френсіс Бартон.
- Трой Бекер озвучив персонажа в аніме-фільмі «Залізна людина: Сходження Техновора».
- Мет'ю Меркер озвучив героя в аніме-фільмі «Месники Конфіденційно: Чорна Вдова і Каратель».

### Серіали
- Соколине Око згадується в перших епізодах серіалу «Агенти Щ.И.Т.».
- Актор Джеремі Реннер повторить роль Соколиного Ока в однойменному серіалі, що вийде наприкінці 2021 року на стрімінговій платформі Disney+ та буде частиною кіновсесвіту Marvel. Серіал розповість про те, як Клінт передасть титул Соколиного Ока молодій дівчині Кейт Бішоп.[2]

### Фільми
- Соколине Око в якості камео з'явився у фільмі «Тор» 2011 року. Його викликає агент Колсон, щоб він зупинив Тора, який прагне повернути свій молот. Персонажа зіграв Джеремі Реннер.
- Клінт Бартон спочатку служив пішкою в руках Локі у фільмі «Месники» (2012). Але пізніше, він повернувся до тями та приєднався до команди Месників. Брав участь у битві за Нью-Йорк.
- У кінострічці «Месники: Ера Альтрона» (2015) глядачам показали сім'ю Клінта (дружину і троє дітей). Також він неохоче допомагає близнюкам Ванді та П'єтро Максімовим.
- Клінт приймає сторону противників акту про реєстрацію супергероїв у фільмі «Перший месник: Протистояння» (2016).
- У «Месниках: Війна нескінченності» (2018) повідомляється, що Клінт знаходиться під домашнім арештом та проводить свій час з сім'єю.
- У «Месниках: Завершення» Бартон з'являється під іменем Ронін. На початку фільму показано, що він переживає клацання Таноса, але вся його сім'я гине. Після цього він стає жорстоким вбивцею та полює на злочинців, що вижили.

### Відеоігри
- Соколине Око був відтворюваним персонажем у відеогрі Spider-Man: The Video Game.
- Бартон був грабельним персонажем у Captain America and the Avengers.
- Клінт з'явився як допоміжний герой в Venom / Spider-Man: Separation Anxiety.
- Злі клони Соколиного Ока з'явилися як вороги в Marvel Super Heroes In War of Gems.
- Соколине Око з'являється як відтворюваний персонаж у версії гри для PSP Marvel: Ultimate Alliance, де озвучений Ноланом Нортом.
- Клінт Бартон є відтворюваний персонаж в Ultimate Marvel vs. Capcom 3 в озвучці Кріса Кокса.
- Соколине Око — грабельний персонаж у Marvel Super Hero Squad Online, озвучений Семом Рігелом.
- Ще він є грабельним персонажем у Facebook-грі MarHawkeye був відтворюваним персонажем у vel: Avengers Alliance.
- Клінт з'являється як ігровий персонаж у Marvel Avengers: Battle for Earth, озвучений Троєм Бекером.
- Клінт доступний як завантажуваний контент для гри LittleBigPlanet, як частина "Marvel Costume Kit 6".
- Бартон — відіграваний персонаж в MMORPG Marvel Heroes, а Кріс Кокс знову озвучує роль.
- Соколине Око — персонаж, який можна відтворити в Lego Marvel Super Heroes, Трой Бейкер озвучив героя.
- Клінт Бартон — відтворюваний персонаж, як Соколине Око і Ронін в iOS грі Marvel: Contest of Champions.
- Бартон — грабельний персонаж у Marvel Avengers Alliance Tactics.
- Бартон з'являється в Disney Infinity: Marvel Super Heroes і Disney Infinity 3.0, озвучений знову Троєм Бекером.
- Також він — відіграваний персонаж у Marvel: Future Fight.
- Соколине Око — грабельний герой в Lego Marvel's Avengers, озвучений Джеремі Реннером.
- Підліткова версія героя з'являється в Marvel Avengers Academy, озвучені Густаво Сорола.
- Є чотири ігрових версії Клінта Бартона в Marvel Puzzle Quest.
- Клінт виступає як персонаж у Marvel vs. Capcom: Infinite, роль озвучує Кріс Кокс.
- Бартон з'являється як грає персонажа в Marvel Powers United VR, озвучений знову Кріс Кокс.

### Театр
- Соколине Око як член Месників з'являється у театральних виставах Marvel Universe: LIVE!.